# Elyhordeum schmidii
Elyhordeum schmidii är en gräsart som först beskrevs av Aleksandre Melderis, och fick sitt nu gällande namn av Aleksandre Melderis. Elyhordeum schmidii ingår i släktet Elyhordeum och familjen gräs. Inga underarter finns listade i Catalogue of Life.